# Tipi am Kanzleramt
Tipi am Kanzleramt är ett stationärt teatertält i stadsdelen Tiergarten i centrala Berlin. Teatern har 550 sittplatser, huvudsakligen vid bord med matservering, och används för framföranden av chanson, kabaréer, konserter, musikaler och varietéer.
Tipi am Kanzleramt uppfördes 2002. Det är det största fasta teatertältet i Europa och ligger mellan Haus der Kulturen der Welt och Bundeskanzleramt i Tiergartens norra del.